# Flora antarctică

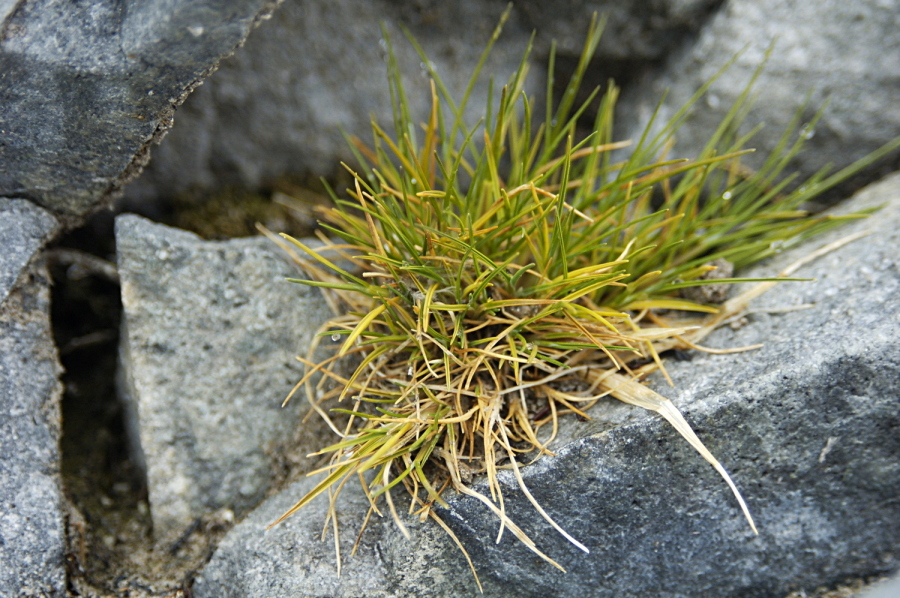
Iarbă Deschampsia antarctica din insula Petermann, Antarctica

Flora antarctică este formată din aproximativ 250 de licheni, 100 mușchi, în jur de 700 specii de alge terestre sau acvatice. Se regăsesc doar două specii de plante cu flori: Deschampsia antarctica și Colobanthus quitensis, mai exact ele se găsesc în partea nordică și occidentală a Peninsulei Antarctice.
Continentul Antarctida a fost prea rece și prea uscat ca să mențină plante vasculare.